# Aleksandr Atanesjan
Aleksandr Atanesjan (russisk: Александр Ашотович Атанесян) (født 12. oktober 1953 i Tbilisi i Sovjetunionen) er en russisk filminstruktør og manuskriptforfatter.

## Filmografi
- 24 tjasa (24 часа, 2000)[2][3]
- Svolotji (Сволочи, 2006)